# دارکوب زیبا
دارکوب زیبا (نام علمی: Melanerpes pulcher) نام یک گونه از سرده سیاه‌خزنده‌ها است.